# Гудрёд Бьёрнссон
Гудрёд Бьёрнссон (норв. Gudrød Bjørnsson) — конунг Вестфольда. Внук Харальда Прекрасноволосого, сын Бьёрна Морехода, отец Харальда Гренске и дед Олафа Святого.
После того, как конунг Вестфольда Бьёрн Мореход был убит Эйриком Кровавой Секирой, Гудрёд воспитывался у своего дяди Олафа Харальдссона Гейрстадальфа, конунга Вингулмарка и Вестфольда. Олаф стал бороться с Эйриком за власть, но был убит в бою. Гудрёд был вынужден бежать в Оппланн вместе с сыном Олафа Трюггви Олафссоном, с которым вместе вырос.
Когда Хакон Добрый стал королём, Гудрёд получил от него во владение Вестфольд, где ранее правил его отец. После гибели Хакона в битве при Фитьяре королём стал сын Эйрика Кровавой Секиры Харальд Серая Шкура, который был известен своим подозрительным отношением к конунгам, которые ранее поддерживали его оппонентов. Гудрёд первоначально сохранил земли, но потом положение Гудрёда ухудшилось.
После ссоры с братом Гудрёдом Харальд прибыл в Тёнсберг в Викене, где находился Гудрёд Бьёрнссон, окружил со своими людьми его дом и после короткой схватки Гудрёд был убит.

## Ранние годы
Отец Гудрёда — Бьёрн Мореход — по словам автора «саги о Харальде Прекрасноволосом» был конунгом Вестфольда и жил в Тунсберге. В результате удачного брака у него родился сын Гудрёд. Бьёрн редко ходил в походы, так как мимо Вестфольда проходило много торговых кораблей. Но брат Бьёрна Морехода Эйрик Кровавая Секира, вернувшись из похода, потребовал передать себе те налоги которые Бьёрн платил их отцу Харальду Прекрасноволосому, верховному конунгу (то есть королю) Норвегии. Бьёрн, желая отдать эти подати сам, отказался, что привело к ссоре между братьями. Бьёрн уехал в Сэхем, но Эйрик напал на брата. В результате сражения Бьёрн Мореход и его люди были убиты. Многие были возмущены этим. Брат Бьёрна и Эрика — Хальвдан Чёрный — напал на Эйрика и убил его людей. Эйрик смог ускользнуть и пожаловался отцу. Тот поддержал Эйрика и начал собирать войско против своего сына Харальда Чёрного. Но Гутхорм Синдри смог примирить отца с сыном.
После гибели Бьёрна Морехода Вестфольдом стал править его брат Олаф Харальдссон, конунг Вингулмарка. Олаф воспитывал Гудрёда вместе со своим сыном Трюгви. Сага утверждала, что Трюгви и Гудрёд были побратимами. После смерти Харальда Прекрасноволосого его сын Эйрик стал верховным конунгом и решил подчинить себе братьев также провозгласивших себя верховными конунгами: Олафа Харальдсена, правившего Виком, и Сигрёда Харальдсена, правившего Тронхеймом. В результате битвы при Тунсберге Эйрик разбил войско братьев, которые погибли в бою, но Гудрёд и его побратим Трюггве смогли бежать в Уппланд.
Когда Хакон Добрый прибыл в Норвегию и был провозглашён верховным конунгом (то есть королём), он пригласил к себе Гудрёда и Трюггве. Гудрёд получил от Хакона область Вестфольд, где ранее правил его отец. Трюггве также получил земли своего отца — Вингульмёрк и Ранрики. За это Гудрёд и Трюггве половину налогов платили Хокону, а вторую половину оставляли себе. По словам «саги о Хаконе Добром», так как Гудрёд и Трюггве были малолетними, Хакон назначил им советников.

## Поздние годы
После 26 лет своего правления Хакон Добрый получил смертельную рану. Это произошло в битве у Фитьяра на острове Сторд, где он воевал с сыновьями Эйрика Кровавая Секира. После гибели Хакона королём стал сын Эйрика Кровавой Секиры Харальд Серая Шкура, старший из живых сыновей Эйрика. Первоначально Харальд договорился с Гудрёдом и Трюггве, что они будут владеть теми же землями и платить те же налоги, что при Хаконе. Также Харальд Серая Шкура первоначально враждовал, но потом смог договориться о подобных отношениях с ярлом Хладира Сигурдом Хаконссоном. Но из-за могущества Сигурда его «через два года после смерти Хакона» заманили в ловушку и убили. Сын Сигурда Хакон, став новым ярлом Хладира, начал мстить за отца, но затем помирился с Харальдом Серая Шкура и его братьями.
Но Харальд Серая Шкура и его братья узнали о том, что осенью Хакон посетил Хейдмарк, где он встречался с конунгами Трюггви, Гудрёдом сыном Бьёрна, а также Гудбрандом из Долин. Участники встречи договорились о взаимной дружбе. Это обеспокоило Харальда Серую Шкуру и его братьев, подозревавших участников встречи в заговоре. Весной следующего года Харальд Серая Шкура и его родной брат Гудрёд перед отплытием в викингский поход встретились на прощальном пиру. Но когда «началось сравнение мужей друг с другом» кто-то из гостей сказал, что Харальд — лучший из рода Хорфагеров. Гудрёд, который также был внуком Харальда Хорфагера, рассердился и сказал, что он ни в чем не уступит Харальду и готов помериться с ним силами. Тот тоже разозлился и оба схватились за оружие, но «люди умные и менее пьяные» встали между ними и предотвратили кровопролитие. В итоге каждый из конунгов пошел в поход сам по себе. Гудрёд Эйриксон, заманив на переговоры Трюггви, убил его. Спустя короткое время Харальд прибыл в Тунсберг в Викене, где находился Гудрёд, окружил со своими людьми его дом и после короткой схватки Гудрёд и его люди были убиты.

## Семья
Имя жены Гудрёда не известно, в саге говорится лишь о том, что он «хорошо женился». Их сыном был Харальд Гренландец. Харальд воспитывался в Гренланде и после смерти отца, опасаясь за свою жизнь, бежал в Уппланд, а затем в Швецию. Но через несколько лет в составе войска ярла Хакона и датского короля Харальда Синезубого Харальд Гренландец вернулся и после победы над Харальдом Серая Шкура получил как конунг «Вингульмёрк, Вестфольд и Агдир до Лидандиснеса».

## Датировка
События жизни Гудрёда известны лишь из саг. В сагах нет дат, но есть привязка событий к правлению королей Норвегии (начало и конец правления, походы, смерть). И хотя датировка событий первых королей Норвегии (во времена которых жил Гудрёд) вызывает споры и поэтому указывают не точные (то есть, например, 933 год), а лишь приблизительные (то есть около 933 года) даты, но она позволяет выстроить примерную хронологию жизни Гудреда:
- В соответствии с «Сагой о Харальде Прекрасноволосом» гибель Бьёрна Морехода (был убит Эйриком Кровавой Секирой) произошла до того, как состарившийся Харальд Прекрасноволосый сделал Эйрика Кровавую Секиру своим соправителем — это произошло, когда Харальду было 80 лет (то есть, около 930 года). Описывая происходящее, автор саги вслед за известием о передаче Харальдом власти Эйрику, свидетельствует, что «после гибели Бьёрна Купца Олав, его брат, стал править Вестфольдом и воспитывать Гудрёда, сына Бьёрна», таким образом, явно показывая, что это убийство произошло раньше. Если принять эту дату, то Бьёрн Мореход не мог быть убит позже 930 года, а Гудрёд Бьернссон не мог родиться позже 931 года. Однако различные исследователи по-разному датируют события жизни и правления Харальда Прекрасноволосого — конкретные годы в саге не упоминаются, лишь дается указание на возраст конунга. Историки датируют окончание правления Харальда Прекрасноволосого 930-м, 933-м[21] или даже 945-м годом[22][23]. Это затрудняет понимание, в каком именно году он родился, и в каком ему исполнилось 80 лет. На момент гибели отца Гудрёд Бьёрнссон уже не был младенцем, на момент начала правления Хакона Доброго (935/936-й[24], по другим версиям — 930-й[25], или 945 год[23]) он ещё был несовершеннолетним. Таким образом, вероятно, что Гудрёд родился в середине 920-х годов.
- Смерть Гудрёда произошла во время правления Харальда Серая Шкура (примерно между 960 и 970 годами[26][27]), но позже чем смерть ярла Сигурда, убитого через два года после Хакона Доброго. Большая норвежская энциклопедия в статье о сыне Гудрёда Харальде датировала это примерно 968 годом[28], что расходится со сроками, указанными в сагах, входящих в «Круг Земной».
- Сын Гудрёда Харальд Гренландец родился вероятно в начале или середине 950-х годов. «Сага об Олаве сыне Трюггви» сообщала, что Харальд Гренландец через 15 лет после смерти Хакона Доброго или 13 лет после убийства Сигурда хладирского ярла принял участие в сражении на стороне ярла Хакона хладирского и датского короля Харальда Синезубого. В результате битвы Харальд Серая Шкура был разбит и погиб[29]. На тот момент сыну Гудрёда было 18 лет[30]. Гибель Харальда обычно датируют 970 годом, и, следовательно, по саге Харальд Гренландец родился в 952 году.

## Комментарии
1. ↑  После объединения Норвегии её король имел титул конунг, но так как были местные конунги (так называемые малые конунги), то правителя всей страны источники именовали верховным конунгом
2. ↑  «Сага о Харальде Прекрасноволосом» утверждала, что Харальд Прекрасноволосый за три года до своей смерти передал верховную власть Эйрику[7], но Теодорик Монах[англ.] в «Истории о древних норвежских королях»[8] писал просто о наследовании и не сообщая о передаче трона, а Гвин Джонс[англ.] ставил под сомнение эту прижизненную передачу: «Описанная в саге ситуация выглядит очевидным анахронизмом, и в любом случае поступок Харальда был совершенно бессмыслен»[9]
3. ↑  «благородных и умных мужей, которые должны были править страной вместе с ними»
4. ↑  В саге (как в переводе М. И. Стеблин-Каменского, так и в исландских текстах) участники пира названы братьями Харальдом и Гудрёдом. Сразу после пира Гудрёд плывёт и убивает Трюггви, который больше 26 лет был побратимом Гудрёда Бьёрнссона. В Большой норвежской энциклопедии в статье о Трюгвве Олавссоне его убийцами названы сыновья Эйрика[16]
5. ↑  Такую характеристику М. И. Стеблин-Каменский давал исландским сагам, характеризуя «Саги об исландцах» и «Сагу о Греттире»[20]